# Natalisa
Natalisa, właśc. Natalia Sadowska – polska influencerka i raperka.

## Życiorys
Natalisa zyskała popularność dzięki współpracy z Fagatą. Zadebiutowała muzyczne z utworem „Bla Bla Bla”, który został wykonany wraz z Fąk. Singel uzyskał status złotej płyty w Polsce 31 grudnia 2024.

### Kariera freak show fight
Natalia miała zadebiutować jako zawodniczka organizacji Clout MMA podczas gali Clout MMA 6 w Tarnowie, gdzie miała się zmierzyć z Nikolą „Nikitą” Bielą. Walka została odwołana, organizatorzy poinformowali o tym 17 września 2024 roku, podając jako powód „nieuczciwe praktyki konkurencji, manipulację i propagandę”.

## Dyskografia

### Single
| Rok  | Tytuł                            | Najwyższa pozycja na liście | Certyfikat          | Sprzedaż       | Album      |
| Rok  | Tytuł                            | POL                         | Certyfikat          | Sprzedaż       | Album      |
| ---- | -------------------------------- | --------------------------- | ------------------- | -------------- | ---------- |
| 2024 | „Bla Bla Bla” (oraz Fagata)      | 84                          | - ZPAV: złota płyta | - POL: 25 000+ | Lil Fagata |
| 2025 | „Cała ja” (oraz Fagata)          | –                           | brak                | brak danych    | –          |
| 2025 | „Trójkąt” (oraz Fagata, Sentino) | –                           | brak                | brak danych    | –          |